# Человек-обезьяна (фильм)
Человек-обезьяна (англ. The Ape Man) — фантастический фильм ужасов 1943 года режиссёра Уильяма Бодайна. Главную роль сыграл Бела Лугоши. В фильме повествуется об истории человека-обезьяны. В 1944 году вышло продолжение: «Возвращение Человека-обезьяны», где главные роли также сыграли Бела Лугоши, Джон Кэррадайн и Джордж Зукко.
Первоначальное название фильма было The Gorilla Strikes.
Съёмки начались 18 декабря 1942 года и заняли всего 15 дней. Луиза Кури заменила актрису Амелиту Вард.

## Критика
Газета Los Angeles Times отметила: «Любители острых ощущений пощекочут себе нервы, а более равнодушных рассмешат сатирические моменты фильма.»

## Сюжет
Доктор Джеймс Брюстер и его коллега доктор Рэндалл предпринимают серию экспериментов, после которых Брюстер превращается в человека-обезьяну. Чтобы вылечиться Брюстер вынужден вводить в организм недавно открытый препарат, содержащееся в человеческой спинномозговой жидкости. Репортёры Джефф Картер и фотограф Билли Мейсон, получив предложение от таинственного незнакомца, заинтересовываются недавним исчезновением доктора Брюстера. Репортёры расспрашивают сестру Брюстера Агату и слышат странные звуки в доме. Погибает дворецкий Брюстера, у него находят горсть обезьяней шерсти. Картер считает, что эти странные звуки издавала обезьяна и решает продолжить расследование. Доктор Рэндалл говорит Агате, что больше не может помогать её брату и в случае необходимости обратится в полицию. Нуждаясь в новых инъекциях препарата, который оказывает только временное действие Брюстер и его обезьяна вынуждены пойти на новые убийства. Одну из жертв спасает таинственный незнакомец. Брюстер возвращается к Рэндаллу и требует ему ввести препарат. Когда Рэндалл разбивает флакон с препаратом о дверь, Брюстер убивает его. Картер и Мейсон проникают в дом Брюстера. Билли наносит удар по Картеру и лишает его сознания. Вернувшийся Брюстер оттаскивает фотографа в подвал дома, чтобы добывать из него спинномозговую жидкость. Картер приходит в сознание. Когда он и полиция пытаются проникнуть в подвал, обезьяна внезапно нападает на Брюстера и убивает его. Джефф и Билли выбираются из дома и встречают незнакомца, который представляется им автором истории.

## В ролях
| Актёр                | Роль                     |
| -------------------- | ------------------------ |
| Бела Лугоши          | доктор Джеймс Брюстер    |
| Луиза Кури           | Билли Мейсон             |
| Уоллас Форд          | Джеф Картер              |
| Генри Холл           | доктор Джордж Рэндалл    |
| Минерва Урекал       | Агата Брюстер            |
| Эмиль ван Хорн       | Обезьяна                 |
| Джозеф Макдональд    | капитан полиции О'Брайен |
| Уилер Окман          | детектив Брейди          |
| Ральфи Литтфильд     | Зиппо                    |
| Джек Малхолл         | репортёр                 |
| Чарльз Джордан       | детектив O'Тул           |
| Чарли Холл           | фотограф Барни           |
| Джордж Кирби         | детектив #1              |
| Рэй Миллер           | репортёр                 |
| Эрнест Моррисон      | рассыльный               |
| Уильям Рухлас Мартин | редактор                 |